# 神崎隆広
神崎 隆広（かんざき たかひろ、1988年6月12日 - ）は、日本のシンガーソングライター、ボーカル、ギタリスト。宮城県仙台市出身。東京都在住。血液型はB型。

## 来歴

### デュオ「youkan」
2009年11月9日、神奈川県横浜市伊勢佐木町で、河野佑貴とのデュオ「youkan（ユーキャン）」を結成。横浜市内で路上ライブ等での活動を続ける。
2010年9月3日、インディーズレーベル「TOMOCHIKA RECORDS」から、1stシングル「きみあて」を発売。youkanとして全国インディーズデビューを果たす。
2010年12月31日、東京都墨田区にある押上・業平橋地区（おしなり地区）の押上・業平橋地区活性化協議会（現・おしなり商店街振興組合）の青年会からの呼びかけにより、同地区にある「おしなりの家」でのライブを行う。このことを機に、おしなり商店街のイメージキャラクター「おしなりくん」との縁が生まれ、おしなりくんおよびおしなり地区のテーマソングを制作を手掛けることになる。
2011年、おしなりくんのテーマソング「おしなりくんと散歩」と、おしなり地区のテーマソング「キヅナ」を制作。｢おしなりくんと散歩」は、おしなりくんが市街を練り歩く定期イベント・おしなりくんのお散歩での使用曲としても起用され、2014年5月にCD化もされた。
2012年2月、ラジオ番組「アントキの猪木 わっしょい!JAPAN｣（調布FM）の同月エンディングソングに、シングル曲「平行線」が起用される。

### ソロ活動
数々のキャラクターソングを手掛ける。
2016年11月、1stシングル「パレード」をリリース。
2017年11月、1stアルバム「Hello my friend!」をリリースし、それに先駆け、同アルバムのタイトルを用いた発売記念ワンマンライブ「Hello my Friend!〜神崎隆広キャラクターライブ」を、新横浜と彦根で行った。
2018年5月、岩手県陸前高田市のキャラクター・たかたのゆめちゃんと共に、サッカーチーム川崎フロンターレと陸前高田市の友好協定「高田フロンターレ スマイルシップ」のテーマ曲「BLUE DREAMER!」を作成。この曲は後に「BULE DREAMER(New Version)」として、Charatでリメイクされる。
2018年11月、2ndアルバム「WONDER LINE!」をリリース。それに先駆け、アルバム収録曲をメインとしたワンマンライブを行った。
2019年4月、2ndシングル「Gourmet」をリリース。
2019年4月25日から、ラジオ「食わず嫌わず｣（CRT栃木放送）にレギュラー出演。シンガーソングライターの清水孝宏と共にメインパーソナリティを担当。
2020年5月、3rdシングル「Home made」をYouTubeにてリリース。
アーティストしてだけでなく、イベントMCなども行い、幅広い分野で活動している。

### ユニット「Charat」
2019年12月、アイドルの寺嶋由芙と、バンド「BOYS END SWING GIRL」の冨塚大地と共に、ゆるキャラやご当地キャラのテーマソングを作って歌って振り付けるユニットを結成。翌2020年1月から活動を始め、ユニット名を「Charat（きゃらっと）」とすることを発表。活動の第1弾として、千葉県成田市のマスコットキャラクター・うなりくんとのコラボソング「空に一番ちかい町」を制作した。
その後も、大阪府泉佐野市のイメージキャラクター・イヌナキンや、千葉県のマスコットキャラクター・チーバくんなどとコラボし、楽曲を提供。
2021年、ソロとして発表した楽曲「BLUE DREAMER!」を、｢BLUE DREAMER!(New Version)」として、Charatで新たにアレンジを加えてリリースした。
なお、神崎は｢Charat」のボーカルとリーダーを務めている。

## ディスコグラフィー

### youkan
| #  | タイトル                                       | 作詞 | 作曲・編曲 |
| -- | ---------------------------------------------- | ---- | ---------- |
| 1. | 「君宛」                                       |      |            |
| 2. | 「平行線」                                     |      |            |
| 3. | 「君ならできる」                               |      |            |
| 4. | 「君ならできる〜アコースティックバージョン〜」 |      |            |

| #  | タイトル           | 作詞 | 作曲・編曲 |
| -- | ------------------ | ---- | ---------- |
| 1. | 「歌壇」           |      |            |
| 2. | 「遠距離恋愛の歌」 |      |            |
| 3. | 「どぶ板ロック」   |      |            |

### 神崎隆広
| #  | タイトル         | 作詞 | 作曲・編曲 |
| -- | ---------------- | ---- | ---------- |
| 1. | 「パレード」     |      |            |
| 2. | 「blueフィルム」 |      |            |
| 3. | 「puzzle」       |      |            |

| #  | タイトル                         | 作詞 | 作曲・編曲 |
| -- | -------------------------------- | ---- | ---------- |
| 1. | 「Gourmet」                      |      |            |
| 2. | 「ロックンロールが歌いたかった」 |      |            |
| 3. | 「ブルーフレイム」               |      |            |

| #  | タイトル                   | 作詞 | 作曲・編曲 |
| -- | -------------------------- | ---- | ---------- |
| 1. | 「First my friend!」       |      |            |
| 2. | 「ゆめで逢えたら」         |      |            |
| 3. | 「アツギノスタルジー」     |      |            |
| 4. | 「very Berry えび〜にゃ!」 |      |            |
| 5. | 「ゆる党じゃん!!」         |      |            |
| 6. | 「Hello my friend!」       |      |            |

| #  | タイトル                                        | 作詞 | 作曲・編曲 |
| -- | ----------------------------------------------- | ---- | ---------- |
| 1. | 「Wonder line!」                                |      |            |
| 2. | 「おでかけ柴っこちゃん」                        |      |            |
| 3. | 「猫とカレンダー」                              |      |            |
| 4. | 「Story of わんだーらいん」                     |      |            |
| 5. | 「たいむましーんぶるーす」                      |      |            |
| 6. | 「かえらなくっちゃ」                            |      |            |
| 7. | 「いぬもあるけば」                              |      |            |
| 8. | 「We like Sumida!We like you are! ※BonusTrack」 |      |            |

| #  | タイトル                         | 作詞 | 作曲・編曲 |
| -- | -------------------------------- | ---- | ---------- |
| 1. | 「cantabile」                    |      |            |
| 2. | 「ワンダフル」                   |      |            |
| 3. | 「ファンファーレ」               |      |            |
| 4. | 「クリーンフレイム ※BonusTrack」 |      |            |

### Charat
| #  | タイトル               | 作詞 | 作曲・編曲 |
| -- | ---------------------- | ---- | ---------- |
| 1. | 「空に一番ちかい町」   |      |            |
| 2. | 「イヌナキマーチ」     |      |            |
| 3. | 「笑う門には猫きたる」 |      |            |
| 4. | 「Dear My Friends!!」  |      |            |
| 5. | 「ぼくらのうた」       |      |            |

| #  | タイトル                          | 作詞 | 作曲・編曲 |
| -- | --------------------------------- | ---- | ---------- |
| 1. | 「不思議探検チーバ隊」            |      |            |
| 2. | 「パンプキンドリーム」            |      |            |
| 3. | 「Baby Doggy」                    |      |            |
| 4. | 「アブラカパルラ」                |      |            |
| 5. | 「ひかりはそこに -Bounus Track-」 |      |            |

その他コラボ曲多数

## 出演

### ラジオ
- ラジオビタミン（NHKラジオ第1放送、2011年12月31日）
- 食わず嫌わず（CRT栃木放送、2019年4月25日 - ） - 毎週木曜日21時30分、清水孝宏と共にメインパーソナリティを担当

### 配信番組
- チョコ☆コロネのモヤモヤwebTV（WALLOP、2015年3月15日[27]）